# Ровшан Аскеров
Ровшан Енвер-Огли Аскеров (азерб.Rövşən Ənvər oğlu Əsgərov,нар. 4 травня 1972, Баку) — азербайджанський та російський журналіст, гравець інтелектуального клубу Що? Де? Коли?.

## Життєпис
Народився 4 травня 1972 року в Баку в родині художника Енвера Аскерова. Закінчив історичний факультет Бакинського державного університету в 1994 році, кандидат історичних наук.
Працював спортивним оглядачем в газеті «Спорт-Експрес», висвітлював змагання з лижних гонок, фехтування, велоспорту, художньої та спортивної гімнастики, а також з деяких інших видів спорту. Працював кореспондентом на літніх Олімпійських іграх 2004 року і зимових Олімпійських іграх 2006 року.
З 2007 року — кореспондент на телеканалі НТВ-Плюс. Працював на футбольному каналі, але також коментував змагання зі стрибків на лижах з трампліна та з лижного двоборства.
З 2009 року співпрацює c журналом «Баку». Очолює піар-службу журналу. Організовував фотовиставки журналу, присвячені Баку, в Москві і в Лондоні.
У 2008 році вийшла в світ перша книга Аскерова «Страно(в)едення» — гастрономічні нотатки про відвідані ним країни і міста.
У 2011 році знявся в епізодичній ролі у фільмі Юлія Гусмана «Не бійся, я з тобою! 1919».
Крім «Що? де? Коли?» грає також у брейн-ринг та свою гру.

## Що? Де? Коли?
Грати почав в 1989 році в бакинському клубі «Атешгях». У елітарного клубу «Що? Де? Коли?» вперше зіграв 28 листопада 1998 року. Кілька разів отримував приз як кращий гравець команди. У зимовій серії ігор 2001 року в складі команди Олеся Мухіна став володарем «Кришталевої сови». До 2013 року грав у команді Олексія Блінова, яка була визнана найкращою командою Ювілейних ігор сезону 2005 року, присвячених 30-річчю передачі. З сезону 2013 року в телеклубі, як і в спортивній версії гри, виступав за команду Балаша Касумова. З 2016 капітан власної команди, до складу якої входять: Анастасія Шутова, Олена Блінова, Наталія Куликова, Катерина Меремінська і Інна Семенова.
У бакинському телеклубі «Що? Де? Коли?» в 2008 році грав за команду Рустама Фаталієва. З 2009 року — капітан власної команди, в якій грають 5 жінок.
У спортивному «Що? Де? Коли?» грав в команді Балаша Касумова (м. Баку). На III чемпіонаті світу з ЩДК, який відбувся в Баку в 2004 році, господарі чемпіонату — команда Касумова — несподівано зайняли перше місце. У листопаді 2004 року, будучи запрошеною в Елітарний Клуб «Що? Де? Коли?», Команда Касумова завоювала титул абсолютного чемпіона світу. У 2008 році в складі команди Балаша Касумова (збірна Азербайджану) виграв перший в історії чемпіонат світу серед збірних телевізійних клубів. Турнір, в якому брали участь команди з Росії, Азербайджану, Грузії та України — країн, де за ліцензією телекомпанії «Гра-ТВ» існує телегра «Що? Де? Коли?». У 2009 році чемпіоном стала збірна Грузії. У 2010 році Аскеров в якості капітана збірної Азербайджану привів до перемоги команду в чемпіонаті світу серед телевізійних клубів. У збірній грали Роман Оркодашвілі, Ельман Талибов, Анар Гулієв, Анар Азімов і Аднан Ахундов. Троє останніх, як і Аскеров, виграли титул вдруге.
Перший лауреат Премії МАК «Що? Де? Коли?» В номінації «Людина року» (2003) за участь в організації чемпіонатів світу.
У 2018 році отримав звання гросмейстера азербайджанського клубу «Що? Де? Коли?». Але відмовився від звання гросмейстеру Азербайджанського клубу Що Де Коли бо вважає що грати за нагороди які отримував своєю важкою працею неприпустимо 

### Скандали під час ігор
Відомий тим, що принципово не бере на іграх «допомогу клубу», оскільки це порушує змагальний принцип. В той же час, сам допомагає іншим командам та часто видалявся з залу через підказки.
У 2016 році, під час фінальної гри десятиріччя в азербайджанському телеклубі посварився із гравцем своєї команди Ією Метревелі. Він наполягав, що оскільки команда програла, то вона не має права отримувати «орден сови», нагороду кращому гравцю сезону. Попри це Ія взяла нагороду та після цього покинула команду Аскерова.
В листопаді 2017 року команда Аскерова змагалася з командою Олени Потаніної. Команди грали «вприсядку», після неправильної відповіді команда за столом змінюється, а переможцем визнається команда яка принесла шосте очко. За рахунку 5:3 команда Аскерова мала за столом правильну відповідь, але ведучий Борис Крюк помітив, що була підказка з залу. Після консультацій з магістрами клубу Андрієм Козловим та Олександром Друзем було прийнято рішення зарахувати очко телеглядачам. За стіл сіла команда Потаніної і перемогла, команда Аскерова втратила можливість грати в наступному сезоні. Після гри Аскеров заявив, що Друзь прийняв таке рішення виключно через особисту неприязнь до нього.